# GAM 1st Concert Tour 2007 Shoka ~Great Aya & Miki~
Albums de GAM
1st GAM ~Amai Yūwaku~
(2007)
1st Concert Tour 2007 Shoka ~Great Aya & Miki~ (1stコンサートツアー2007初夏　～グレイト亜弥＆美貴～) est une vidéo musicale d'un concert de l'unique tournée du duo GAM (Aya Matsūra et Miki Fujimoto), sortie en 2007.

## Présentation
La vidéo sort au format DVD le 29 août 2007 sous le label Hachama. Le DVD atteint la 4e place du classement de l'Oricon, restant classé pendant quatre semaines.
Le concert a été filmé le 16 juin 2007 au Nakano Sun Plaza, en promotion de l'album 1st GAM ~Amai Yūwaku~, dont tous les titres sont interprétés, trois étant sortis en singles. Le duo interprète aussi ses deux chansons sorties en "face B" de ses singles (la troisième étant une version alternative de la chanson-titre), et une chanson inédite, Atsui Tamashii, annoncée comme étant la chanson-titre de son prochain single. Cinq autres chansons sont aussi interprétées, tirées des répertoires de chacune des deux chanteuses : Shall We Love? (que les deux avait sorti en single avec Gomattō), Suki Sugite Baka Mitai (que Matsura avait sorti en single avec DEF.DIVA), Shining Itoshiki Anata (que Fujimoto avait sorti en single avec Country Musume), ainsi que deux chansons tirées de leurs album solo respectifs T.W.O et Miki 1. Celle de DEF.DIVA est interprétée en solo par Matsura, et celle Country Musume en solo par Fujimoto.

## Liste des titres
| 1.  | Opening (OPENING)                                                    | (présentation)                                  |  |
| 2.  | Amai Yūwaku (甘い誘惑)                                               | 1st GAM ~Amai Yūwaku~                           |  |
| 3.  | Lu Lu Lu (LU LU LU)                                                  | 1st GAM ~Amai Yūwaku~                           |  |
| 4.  | Aijō Oasis (愛情オアシス)                                            | 1st GAM ~Amai Yūwaku~                           |  |
| 5.  | MC 1                                                                 | (présentation)                                  |  |
| 6.  | Icha Icha Summer (イチャ♡イチャ Summer)                              | 1st GAM ~Amai Yūwaku~                           |  |
| 7.  | Shall We Love?                                                       | single Shall We Love? de Gomattō                |  |
| 8.  | MC 2                                                                 | (présentation)                                  |  |
| 9.  | Suki Sugite Baka Mitai (好きすぎて バカみたい) (par Aya Matsuura)    | single Suki Sugite Baka Mitai de DEF.DIVA       |  |
| 10. | Shining Itoshiki Anata (シャイニング 愛しき貴方) (par Miki Fujimoto) | single Shining Itoshiki Anata de Country Musume |  |
| 11. | MC 3                                                                 | (présentation)                                  |  |
| 12. | Shinkirō Romance (蜃気楼ロマンス)                                    | "Face B" du single Thanks!                      |  |
| 13. | Melodies (メロディーズ)                                              | 1st GAM ~Amai Yūwaku~                           |  |
| 14. | Ai no Fune (愛の船)                                                  | 1st GAM ~Amai Yūwaku~                           |  |
| 15. | Atsui Tamashii (熱い魂)                                              | single à venir de GAM, qui sera annulé          |  |
| 16. | MC 4                                                                 | (présentation)                                  |  |
| 17. | Koko de Kiss Shite (ここで キスして)                                 | 1st GAM ~Amai Yūwaku~                           |  |
| 18. | From That Sky ~Kaedama wa Katamen de~ (...〜替え玉は硬メンで〜)      | album T.W.O de Aya Matsūra                      |  |
| 19. | Junketsu ~Only~ (純潔〜Only〜)                                       | 1st GAM ~Amai Yūwaku~                           |  |
| 20. | Namida Girl (涙GIRL)                                                 | album Miki 1 de Miki Fujimoto                   |  |
| 21. | Family                                                               | "Face B" du single Lu Lu Lu                     |  |
| 22. | ・・・H (Encore 01)                                                  | 1st GAM ~Amai Yūwaku~                           |  |
| 23. | MC 5 (Encore 02)                                                     | (présentation)                                  |  |
| 24. | Thanks! (Encore 03)                                                  | 1st GAM ~Amai Yūwaku~                           |  |